# Фильтр-кофе

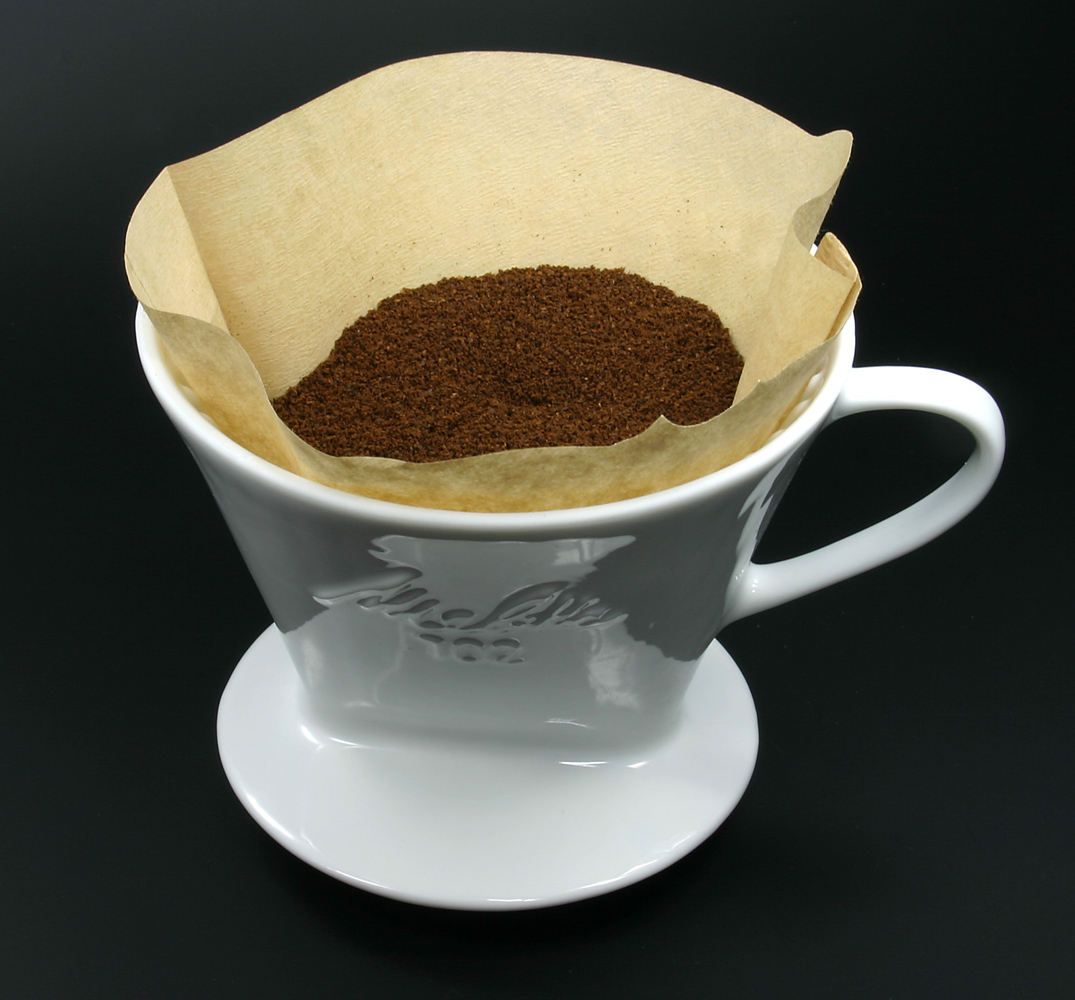
Воронка с бумажным фильтром

Фильтр-кофе (также дрип-кофе) — кофе, приготавливаемый методом пролива горячей воды через находящийся на фильтре слой молотого кофе. Фильтр позволяет воде пройти через кофейный порошок и отсеять его частички, чтобы они не попали в готовый напиток. Вода заливается вручную из чайника или с использованием капельной кофеварки, автоматизирующей процесс пролива.
Практически во всех способах заваривания кофе (кроме турки и простого заваривания в чашке или чайнике) используется фильтр (в том числе в эспрессо), однако фильтр-кофе отличается просачиванием воды только под действием силы тяжести.

## История

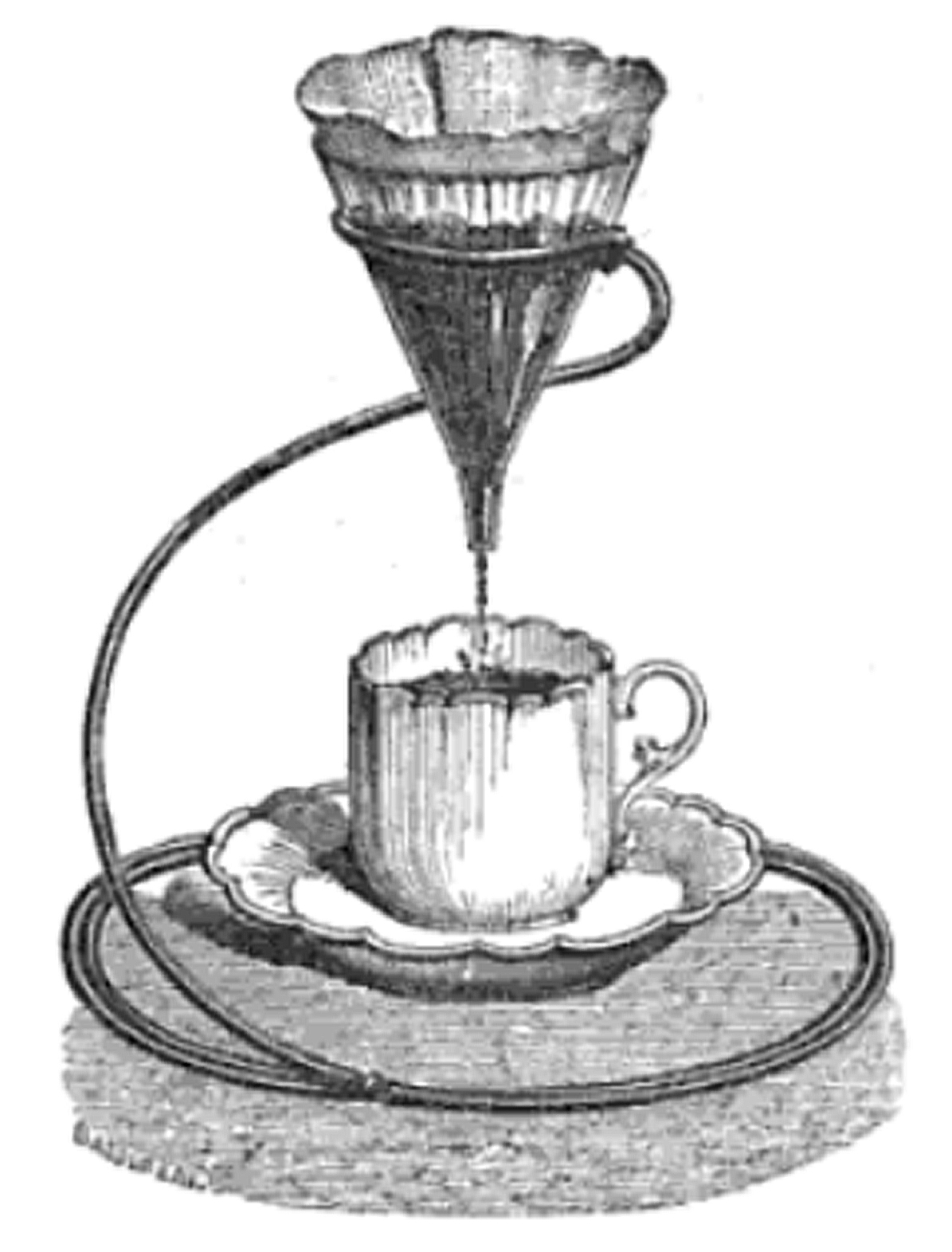
Иллюстрация из компендиума по фармации 1868 года

Фильтр для кофе в виде бумажного диска (круглого листа), вкладываемого в алюминиевую чашку, был изобретён 35-летней домохозяйкой из Дрездена Мелиттой Бенц, которая в качестве фильтра попробовала использовать промокашку из тетради своего сына. 20 июня 1908 года ею был получен патент на полезную модель кофейного фильтра. Со стартовым капиталом в 73 пфеннига Мелитта вместе со своим мужем Хуго основала компанию Melitta по производству фильтров для кофе.
До изобретения Мелитты Бенц были известны металлические и керамические приспособления для задерживания кофейной гущи, также иногда в качестве фильтра использовали холст.

## Фильтры и устройства
Материалы изготовления: бумага, ткань, нетканые материалы, пластик, металл, керамика. Фильтры бывают одноразовыми (например бумажные) и многоразовыми (в виде сита или дырчатой пластинки из пластика, металла, керамики). По размеру отверстий: тонкие (бумажные, с невидимыми порами), средние (в виде сетки) и грубые (в виде пластин с отверстиями).

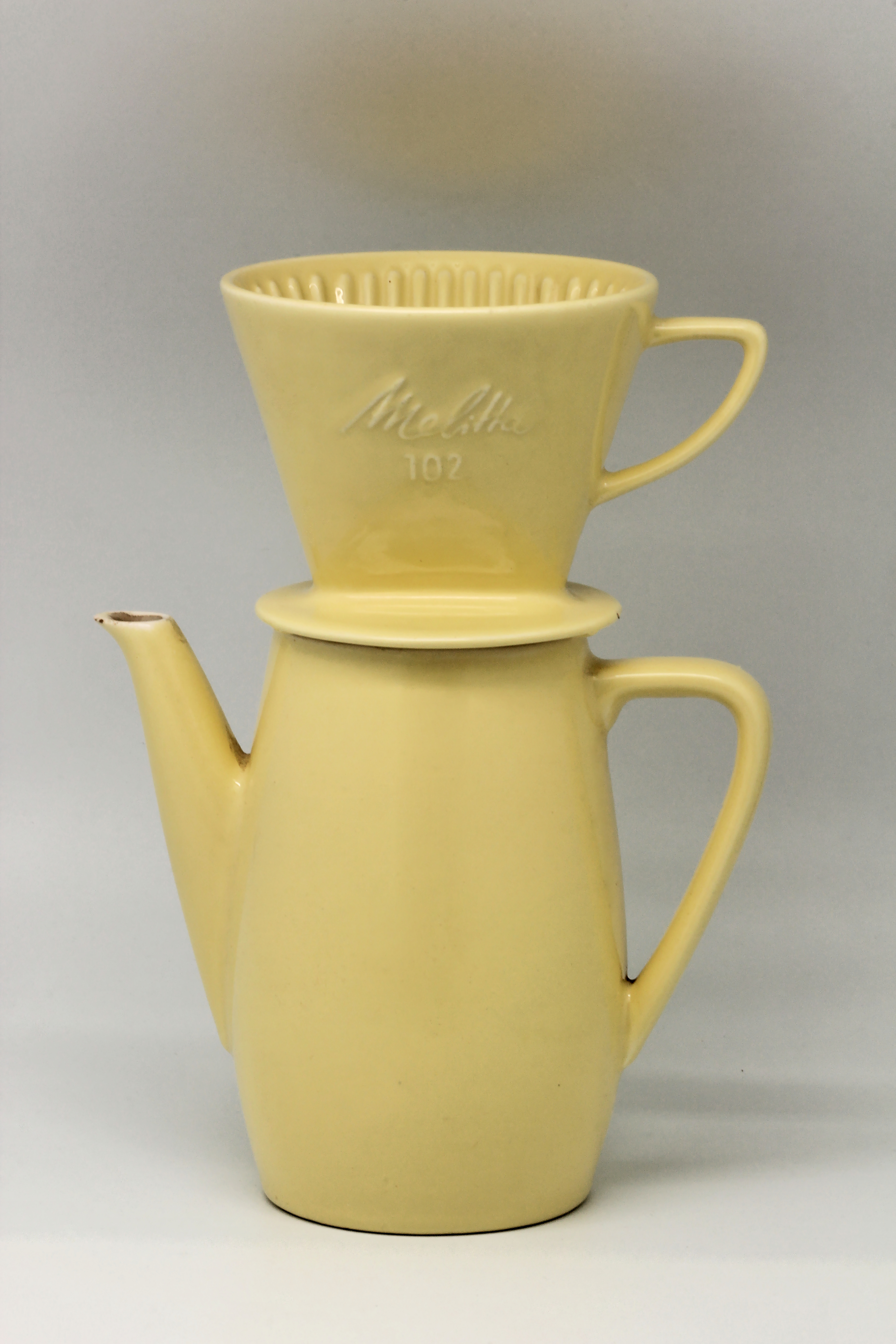
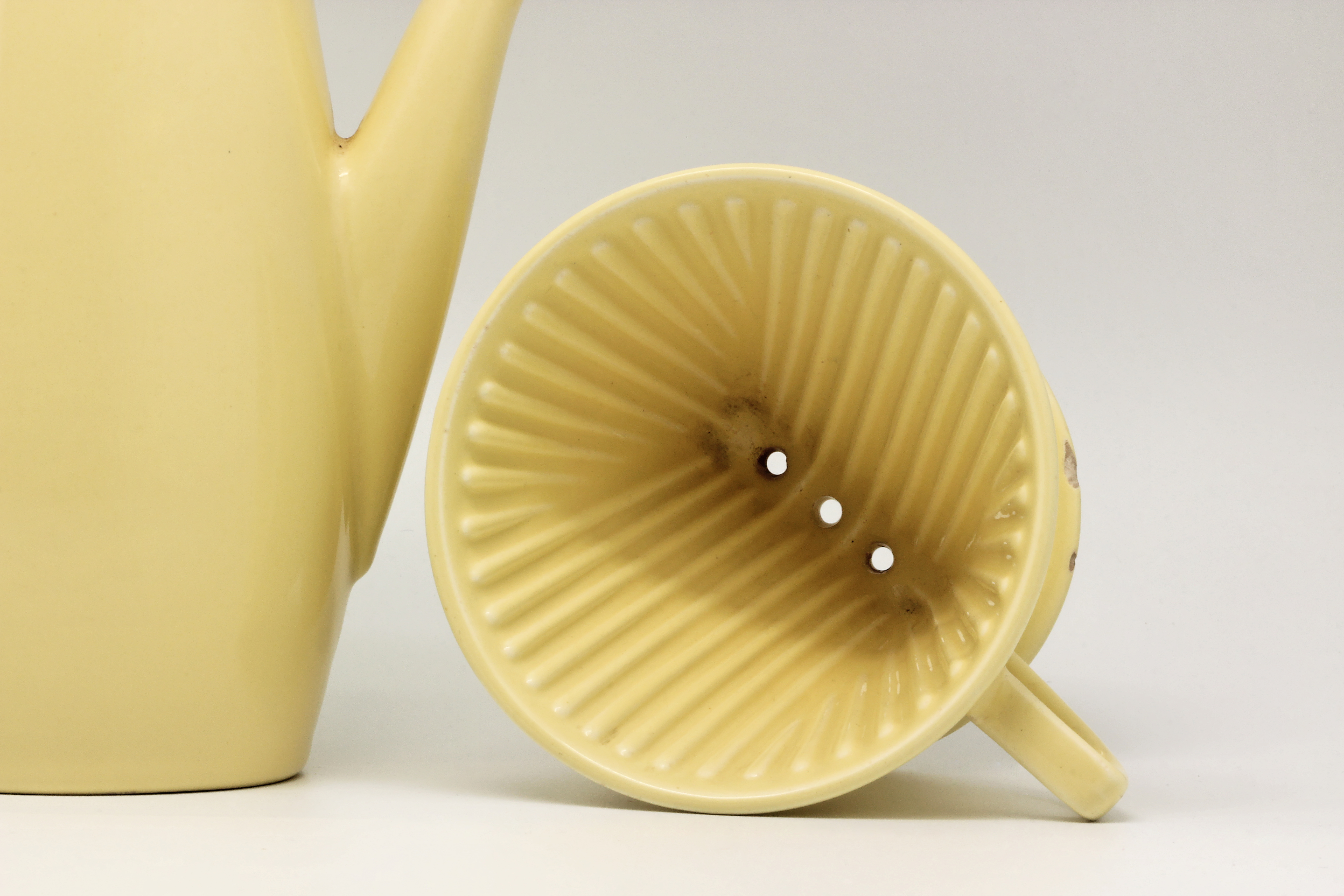
Кофейник с воронкой (без фильтра) фирмы Melitta, 102 модель. 1960-е годы
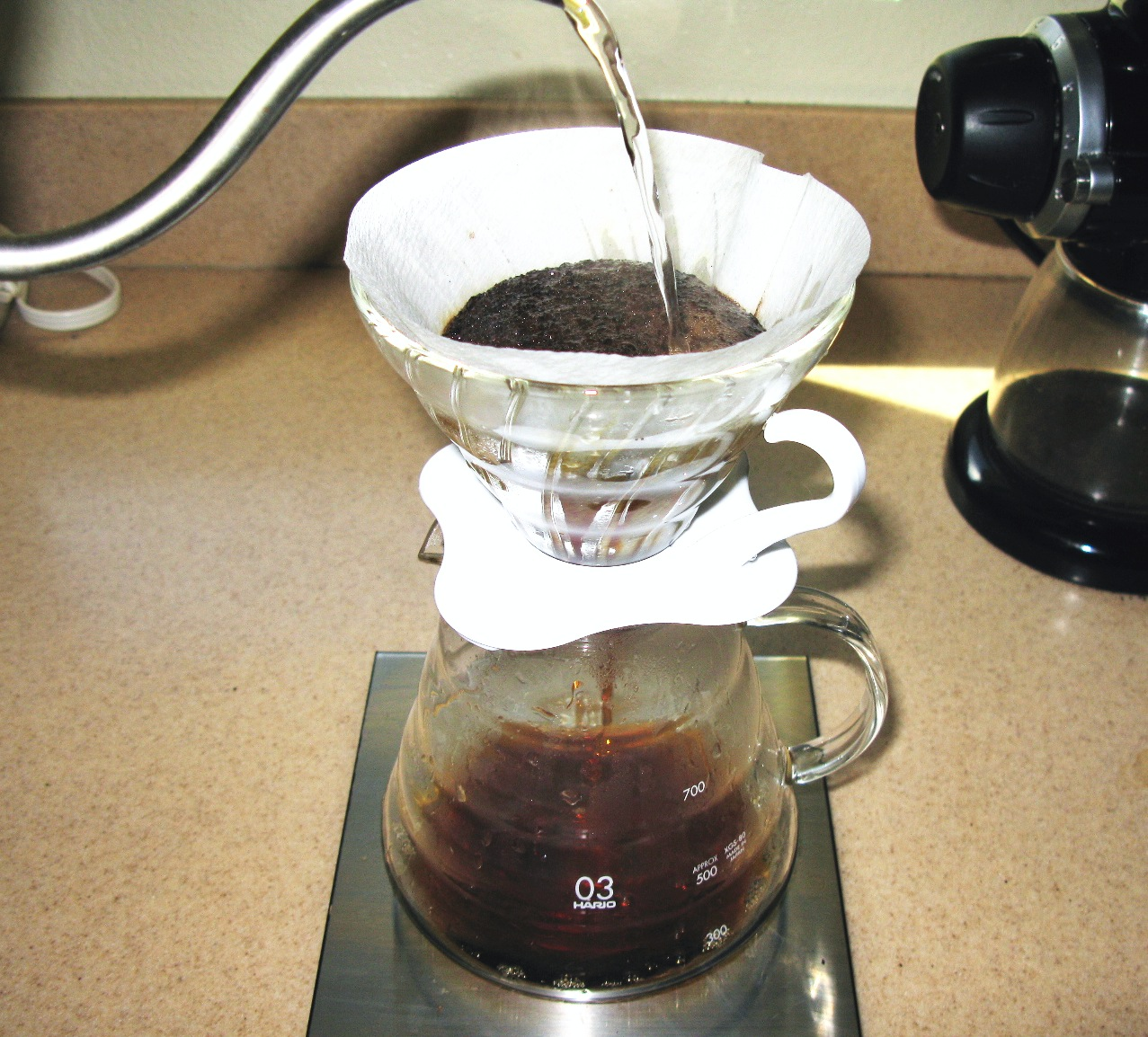
Пуровер (воронка)
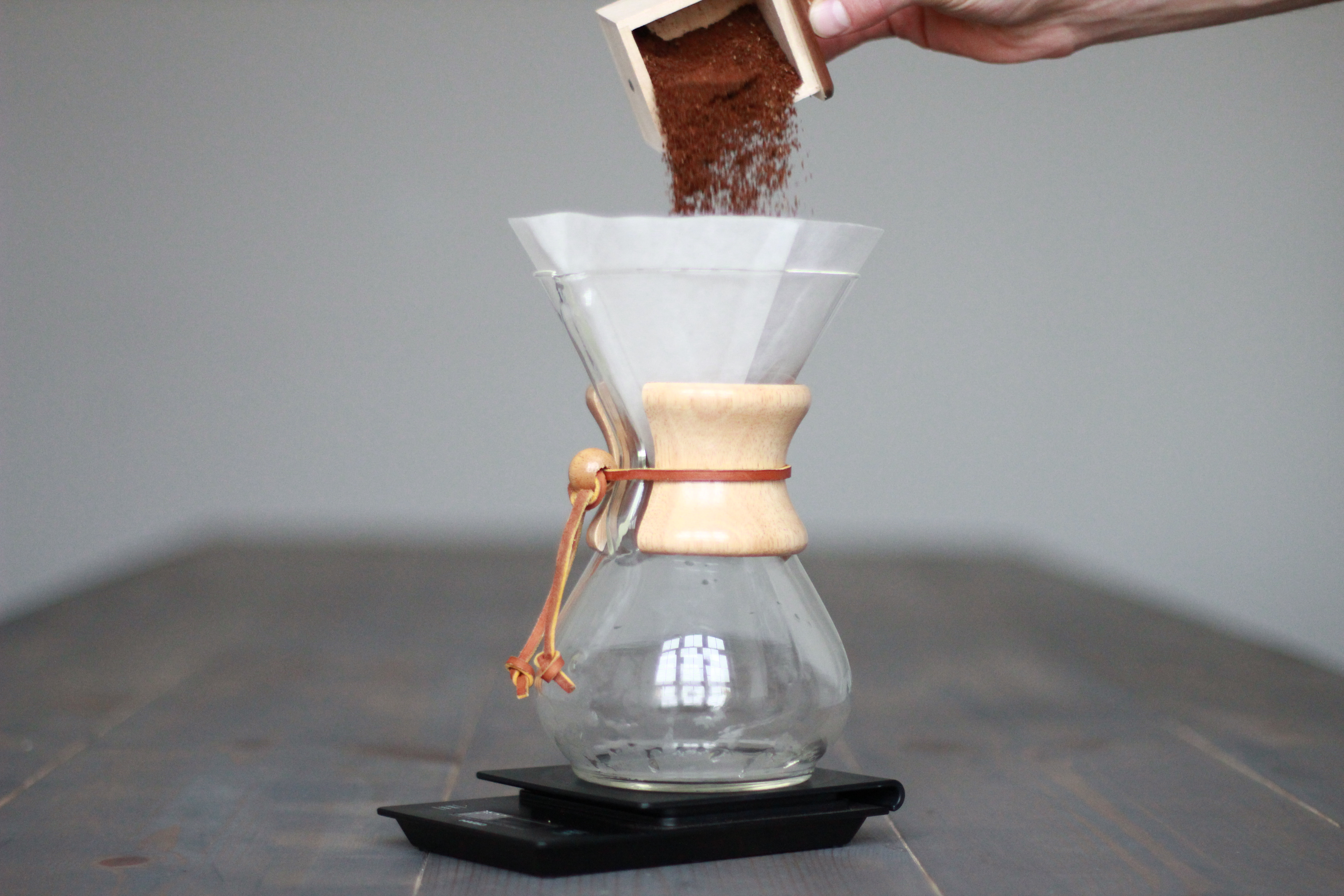
Кемекс
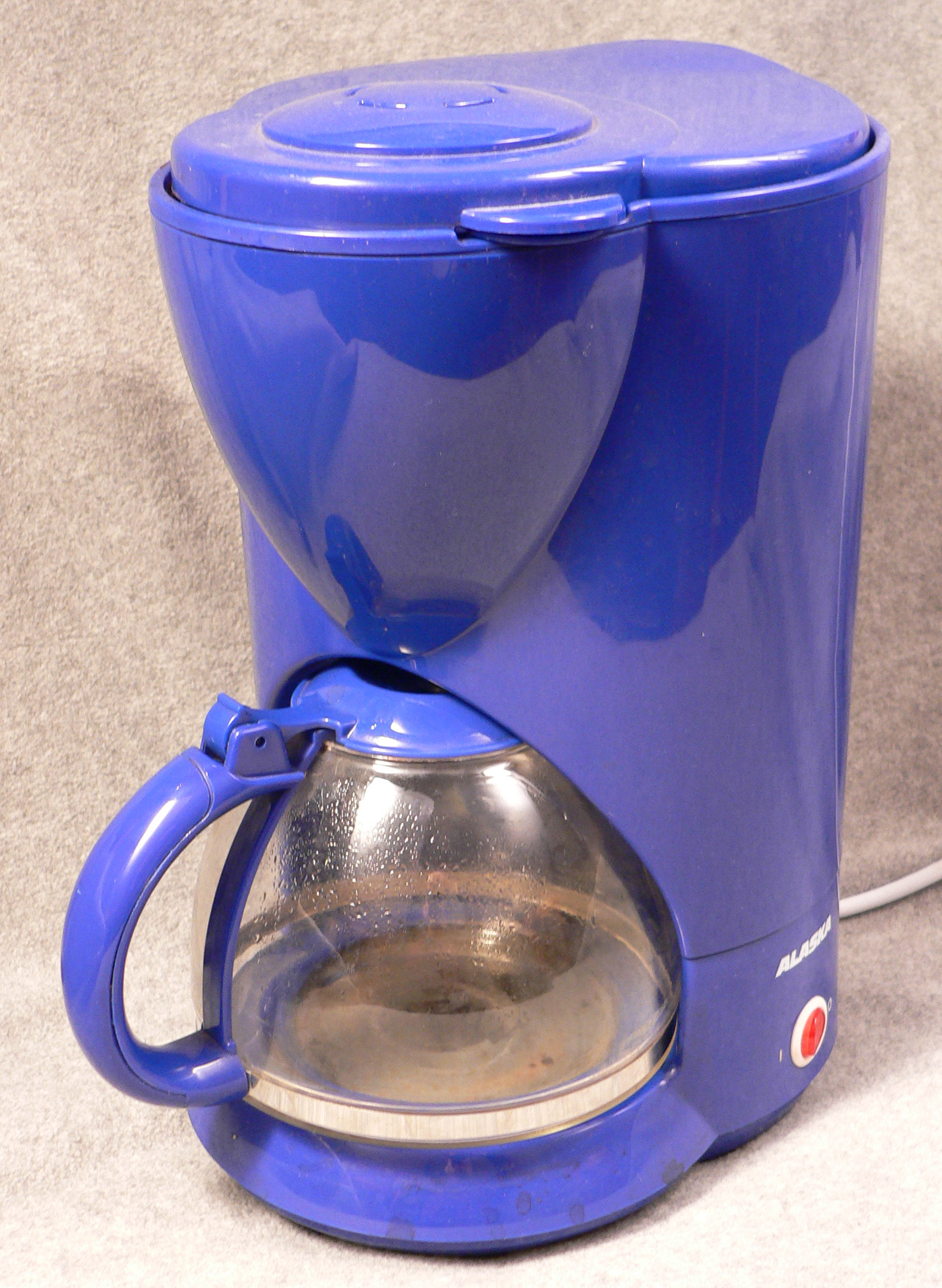
Капельная кофеварка

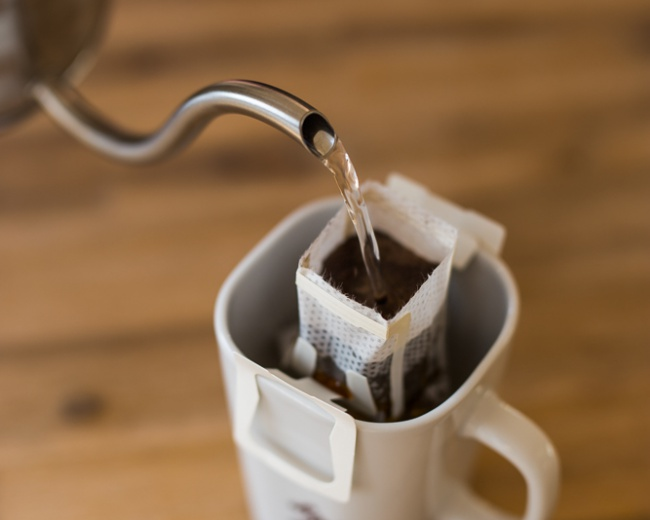
Кофе в дрип-пакетике
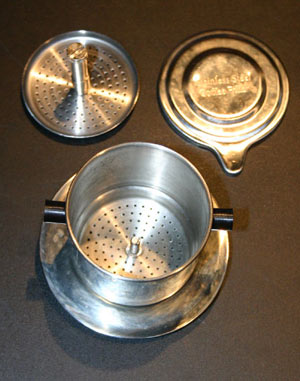
Вьетнамский металлический фильтр[2], устанавливаемый на чашку (вьетнамский фин)
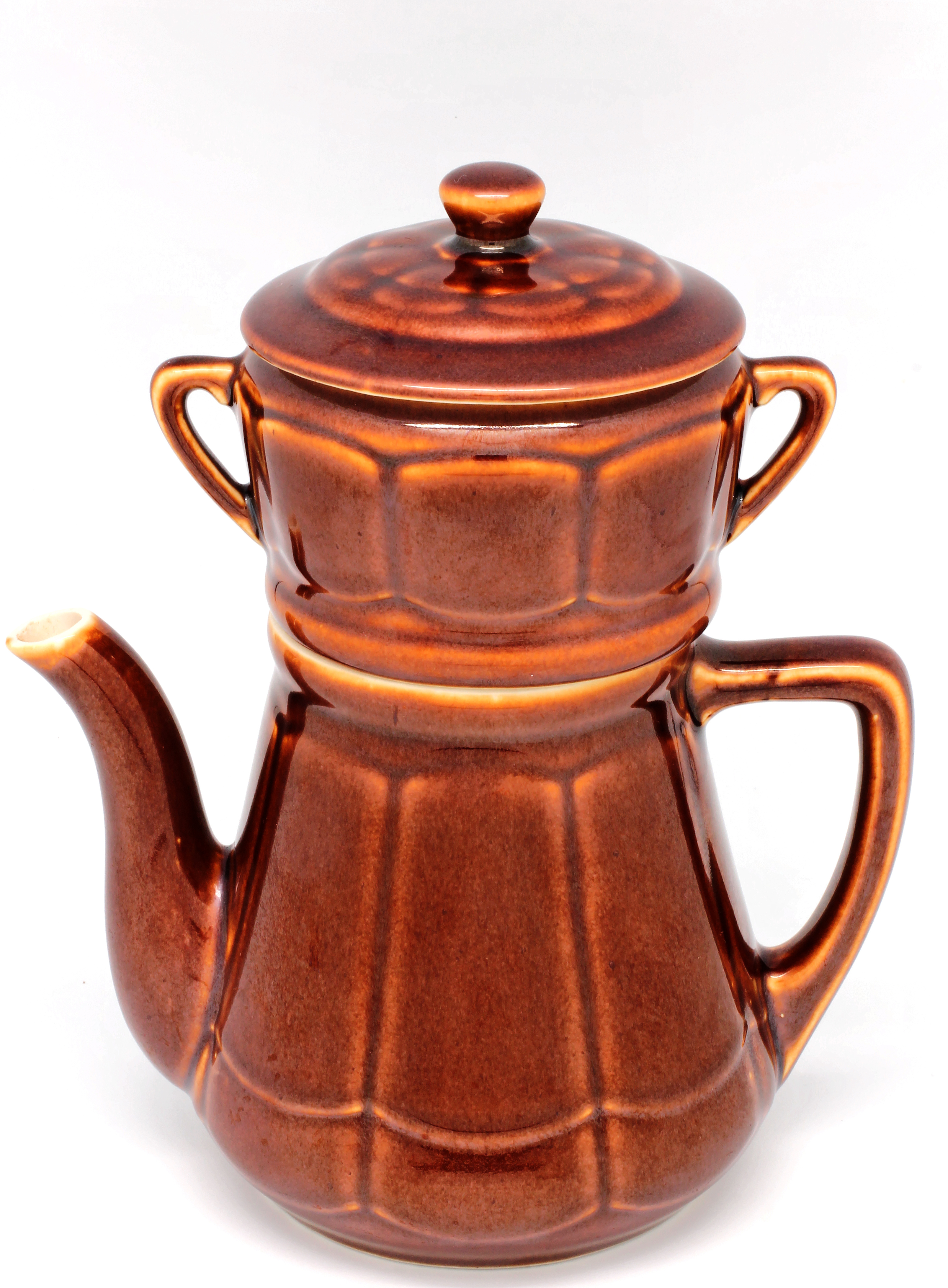
Кофейник с керамическим фильтром
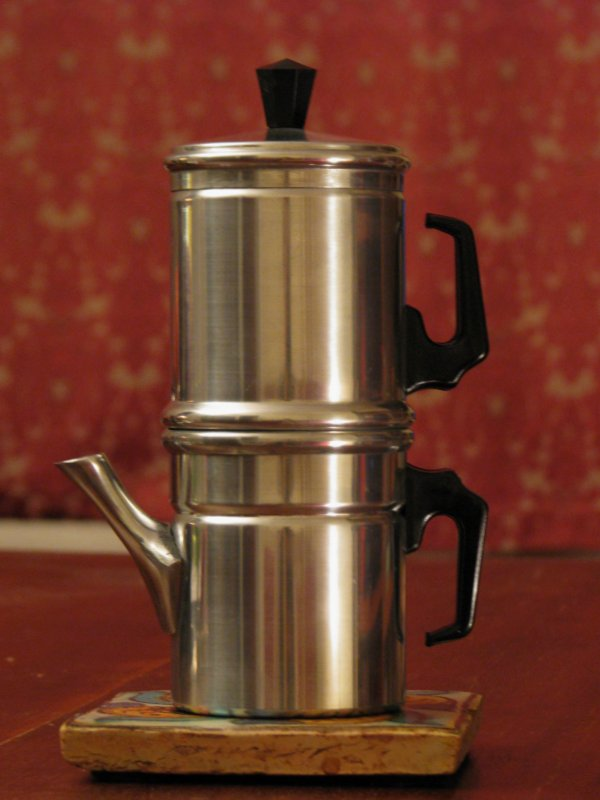
Неаполитанский переворачиваемый кофейник

## Приготовление кофе
Молотый кофе помещается на фильтр и заливается водой (постепенно или сразу). Вода самотёком просачивается через кофейный порошок и экстрагирует из него растворимые вещества. Готовый напиток стекает вниз и накапливается в резервуаре. Одноразовый фильтр вместе с кофейной гущей выбрасывается, а многоразовый освобождается от неё и промывается.
| Условие          | Значение                               |
| ---------------- | -------------------------------------- |
| Помол            | Средний, средне-крупный                |
| Пропорция        | 6—10 г кофе на 200 мл готового напитка |
| Температура воды | 92—96 °C                               |
| Время экстракции | 6—8 минут                              |